# Jacob Oudkerk

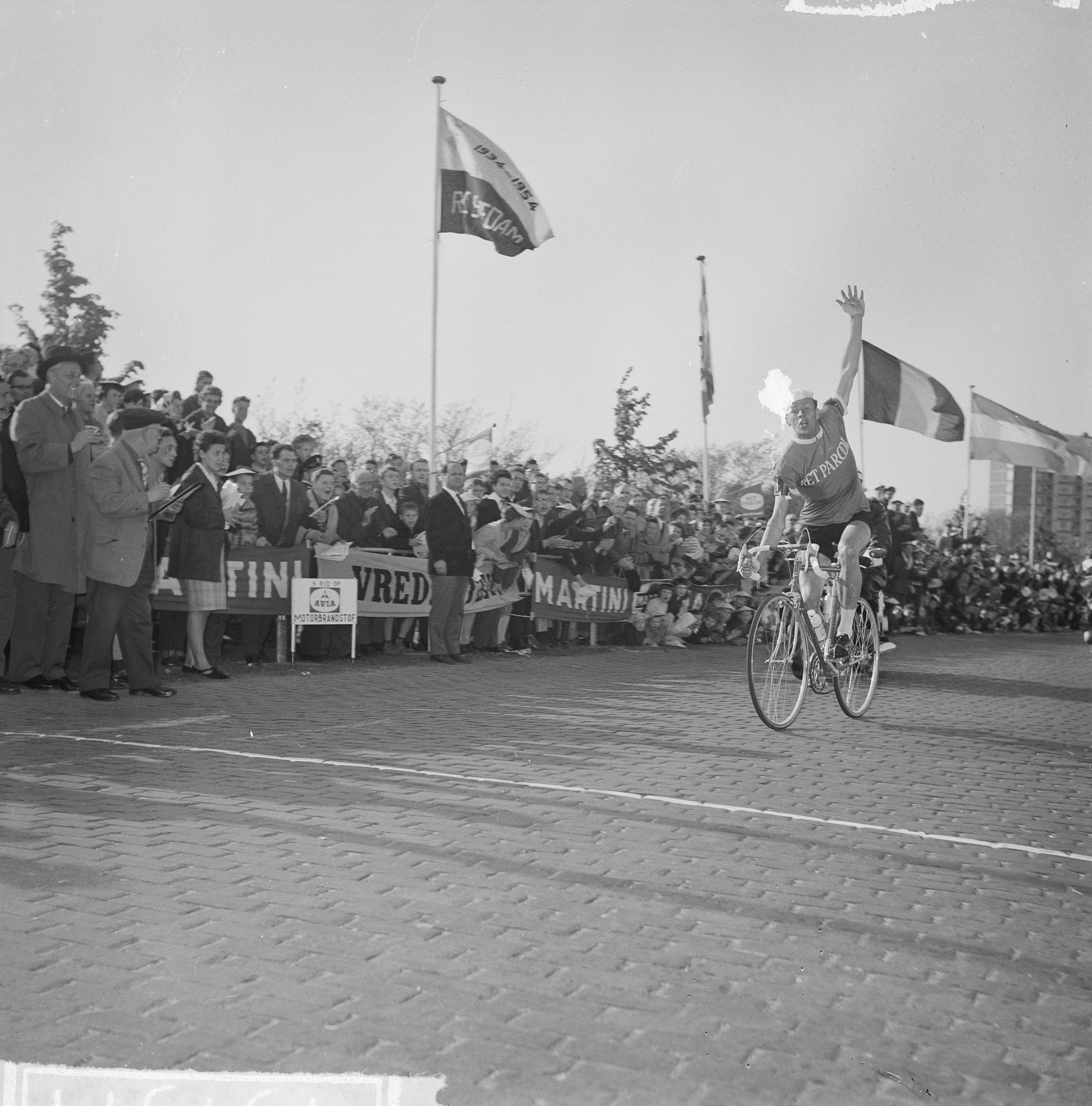
Oudkerk gewinnt die erste Etappe der Olympia’s Tour 1963

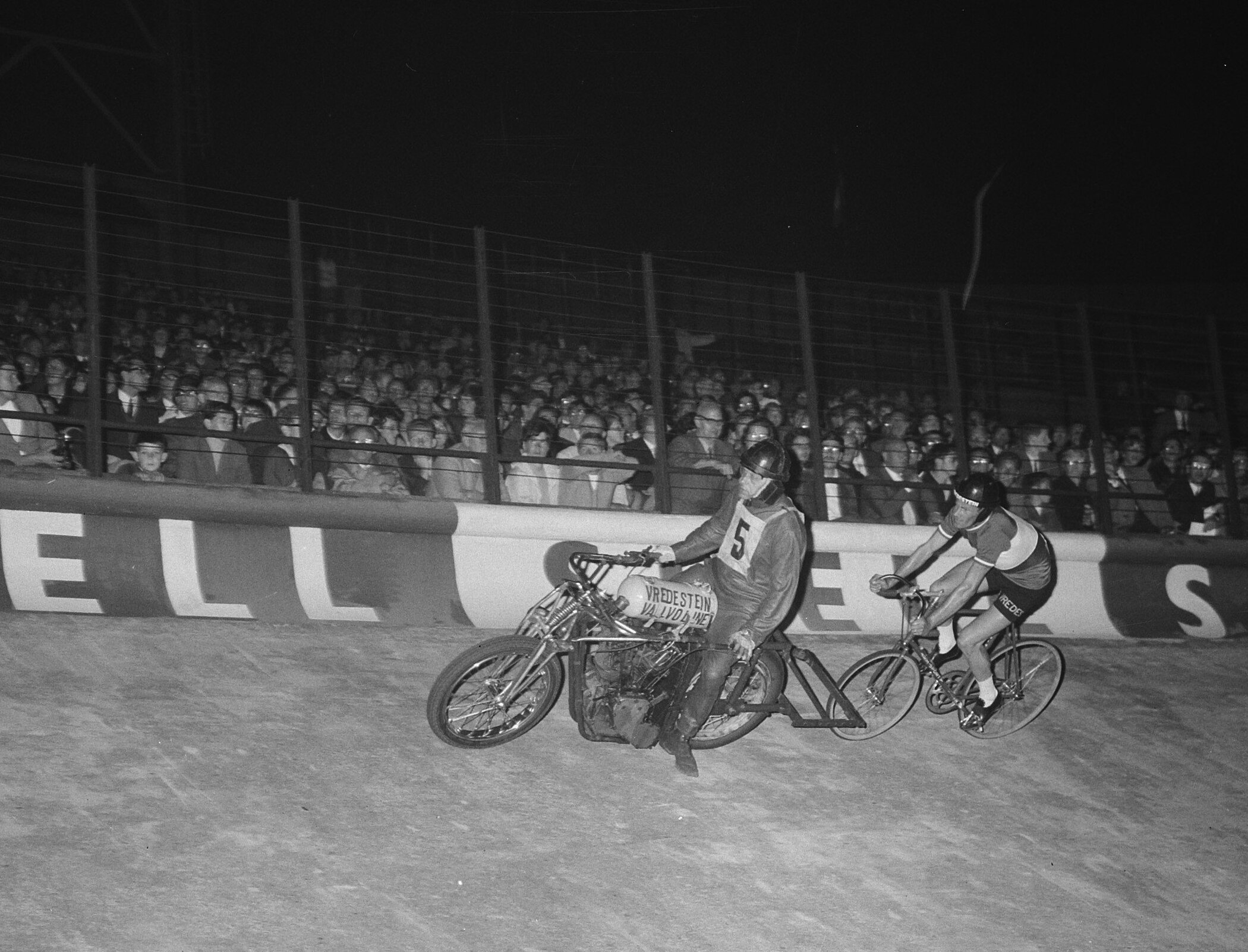
Oudkerk hinter Schrittmacher De Graaf im Finale der Steher-Weltmeisterschaft 1967

Jacob „Jaap“ Oudkerk (* 2. August 1937 in Landsmeer; † 17. Februar 2024 in Almere) war ein niederländischer Radrennfahrer und zweifacher Weltmeister.

## Sportliche Laufbahn
Jaap Oudkerk war einer der erfolgreichsten Bahnradfahrer der Niederlande in den 1960er bis in die 1970er Jahre hinein. Seine bevorzugten Disziplinen waren Steherrennen sowie die Einerverfolgung. 1961 machte Oudkerk erstmals international auf sich aufmerksam, als er bei den Bahn-Weltmeisterschaften in Zürich den dritten Platz in der Einerverfolgung der Amateure belegte. 1963 (als Amateur) und 1972 (als Profi) wurde er Niederländischer Meister in dieser Disziplin.
1964 wurde Oudkerk Weltmeister der Amateur-Steher in Paris; 1969 konnte er diesen Erfolg als Profi wiederholen. Fünfmal wurde er Niederländischer Steher-Meister. Zudem belegte er viele Male Podiumsplätze bei Welt- wie bei nationalen Meisterschaften. 1967 siegte er bei den Europameisterschaften im Steherrennen.
1960 sowie 1964 nahm Jaap Oudkerk an Olympischen Sommerspielen teil; in Tokio 1964 errang er die Bronzemedaille in der Mannschaftsverfolgung (mit Gerard Koel, Henk Cornelisse und Cor Schuuring). 1972 beendete er seine Radsport-Laufbahn. 1962 gewann er die Internationale Omnium-Meisterschaft von Berlin auf der Radrennbahn der Werner-Seelenbinder-Halle mit Piet van der Touw als Partner.

## Privates
Jaap Oudkerk war mit der niederländischen Schwimmerin Marianne Heemskerk verheiratet, die 1960 bei den Olympischen Spielen in Rom eine Silbermedaille gewann. Die Ehe wurde in den 1980er Jahren geschieden. Im Februar 2024 verstarb er im Alter von 86 Jahren in Almere.

## Erfolge

### Bahn
1961
- Amateur-Weltmeisterschaft – Einerverfolgung

1962
- Amateur-Weltmeisterschaft – Einerverfolgung

1963
- Niederländischer Meister – Einerverfolgung

1964
- Olympische Spiele – Mannschaftsverfolgung (mit Henk Cornelisse, Gerard Koel und Cor Schuuring)
- Amateur-Weltmeister – Steherrennen (hinter August Meuleman)
- Niederländischer Meister – Steherrennen

1965
- Weltmeisterschaft – Steherrennen (hinter Norbert Koch)
- Europameisterschaft – Steherrennen
- Niederländischer Meister – Steherrennen

1966
- Europameisterschaft – Dernyrennen

1967
- Niederländischer Meister – Steherrennen

1968
- Europameisterschaft – Steherrennen

1969
- Weltmeister – Steherrennen (hinter Albertus de Graaf)
- Europameisterschaft – Steherrennen

1970
- Europameisterschaft – Steherrennen

1971
- Weltmeisterschaft – Steherrennen (hinter Albertus de Graaf)

1972
- Europameisterschaft – Steherrennen
- Niederländischer Meister – Verfolgung

### Straße
1963
- eine Etappe Olympia’s Tour